# 김황원
김황원(金黃元, 1045년 ~ 1117년)은 고려의 문신이다. 본관은 광양(光陽). 자 천민(天民)이다. 

## 생애
고려 문종 때 과거 시험에 급제하여 예부시랑(禮部侍郎)·한림학사(翰林學士) 등을 지냈다. 학문에 힘써 고시(古詩)로 이름을 떨쳐 해동 제일이라는 일컬어졌다. 한림원에 있을 때 요나라의 사신을 시로써 맞아 존경을 받았다. 선종 때 좌습유(左拾遺)·지제고(知制誥)를 지냈다.
예종 때 중서사인(中書舍人)으로서 요나라에 가는 길에 대기근을 당한 북부 지방에서 주군(州郡)의 창고를 열어 백성을 구했다. 귀국 후에 예부 시랑(禮部侍郞)·국자좨주(國子祭酒)·첨서추밀원사(簽書樞密院事)를 역임하고 치사(致仕)하였다.

## 일화
김황원은 평양 부벽루에서 아름다운 경치를 내려다보고 시를 짓다가 두 줄만 짓고 나머지는 표현하지 못해서 울고 내려왔다는 일화가 있다. "長城－面溶溶水, 大野東頭點點山(긴 성 한 쪽을 끼고 넓은 물이 질펀하게 흘러가고, 너른 벌 동쪽 가엔, 점점이 산이더라)"는 그때 지은 시라고 한다.